# Mauro Pirovano
Mauro Pirovano (Genova, 2 aprile 1956) è un attore italiano.

## Biografia

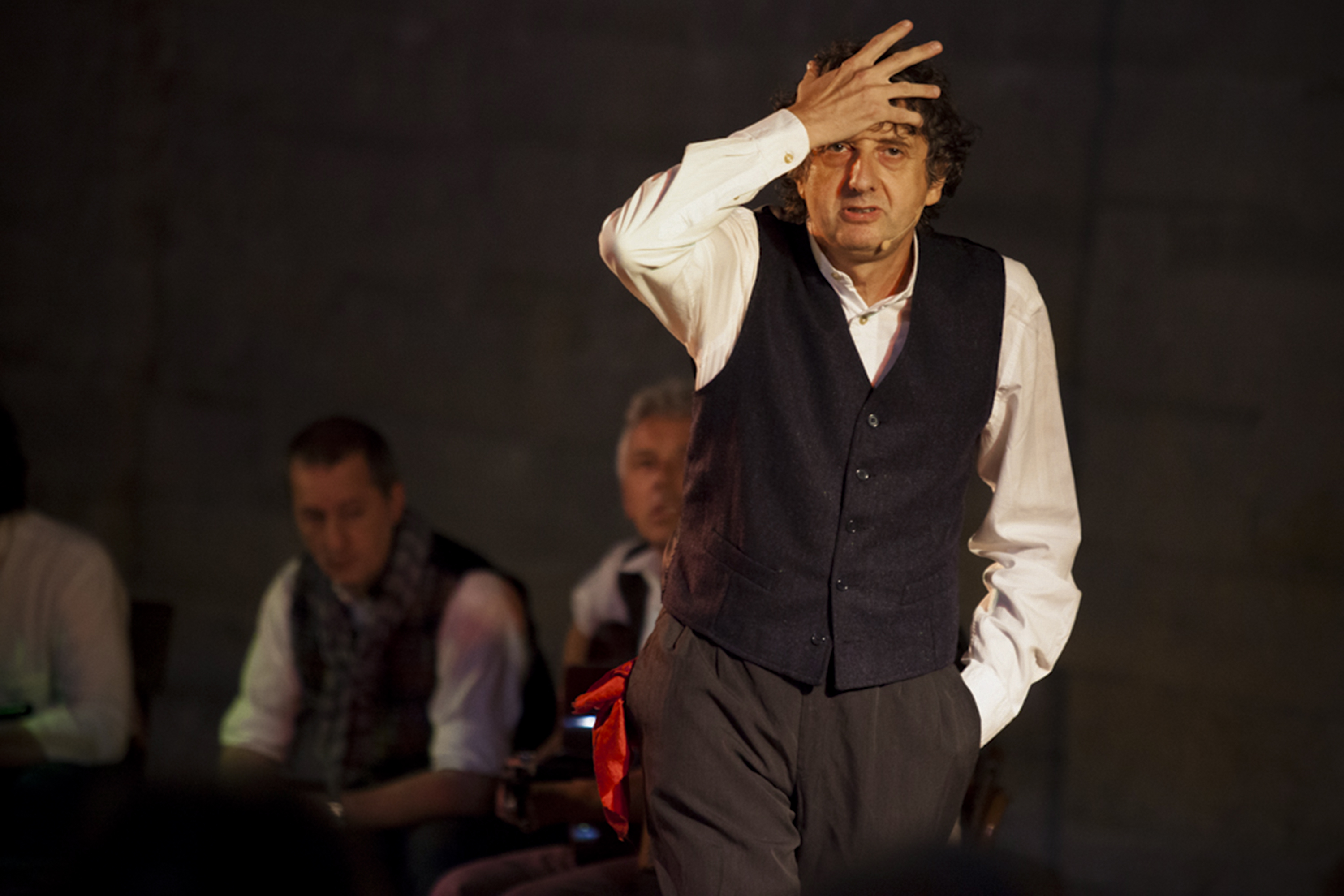
Pirovano in occasione della messa in scena di Giuseppe Mazzini in privato al Teatro dell'Ortica di Genova

Mauro Pirovano, a destra, con Carla Signoris e Maurizio Crozza, nel programma Avanzi, coi Broncoviz

Diplomato nel 1980 presso la scuola del Teatro Stabile di Genova, inizia una lunga carriera teatrale, prima allo Stabile, poi all'Emilia Romagna Teatro (Ater) e quindi al Teatro dell'Archivolto.
Nel 1986 inizia la collaborazione con Maurizio Crozza, Ugo Dighero, Marcello Cesena e Carla Signoris coi quali nel 1989 fonda i Broncoviz, quintetto comico specializzato nella satira e nella parodia. Col gruppo partecipa a molte trasmissioni televisive, fra le quali Avanzi, Tunnel, Hollywood Party e al film del gruppo Peggio di così si muore.
Recita quindi in varie fiction e produzioni televisive: è il segretario del vescovo nella prima serie di Don Matteo, il dottor Giorgi in Un medico in famiglia (dal 1998 al 2000), Compagni di scuola, Un posto tranquillo e Un posto tranquillo 2, Il mammo, Arrivano i Rossi. Nel 2010 entra nel cast della fiction televisiva I Gambardella con Lello Arena. Nello stesso anno è anche nel cast della serie Un passo dal cielo con Terence Hill. Personaggio ricorrente nelle trasmissioni di Mai dire..., nel 2011 partecipa a Italialand di Maurizio Crozza, in uno sketch ispirato al film Il Padrino con Crozza e Aldo, Giovanni e Giacomo.
Contemporaneamente, a partire dagli anni 2000 produce e mette in scena spettacoli teatrali incentrati sulla riproposizione in lingua genovese del teatro classico (Amleto, Romeo e Giulietta), attività per la quale viene premiato nel 2004 col Premio Marzari e nel 2008 col Premio Govi della Città di Genova.
Nel 2019 è in scena con Don Chisciotte, assieme a Pino Petruzzelli, al Teatro Duse di Genova.

## Filmografia parziale

### Cinema
- Padre e figlio, regia di Pasquale Pozzessere (1994)
- Peggio di così si muore, regia di Marcello Cesena (1995)
- Si fa presto a dire amore, regia di Enrico Brignano (2000)
- Princesa, regia di Henrique Goldman (2001)
- La terza stella (2005)
- L'industriale (2011)
- Il peccato - Il furore di Michelangelo, regia di Andrej Končalovskij (2019)
- Un mondo fantastico, regia di Michele Rovini (2022)

### Televisione
- Dio vede e provvede – serie TV (1996)
- Un medico in famiglia – serie TV (1998-2000)
- Don Matteo – serie TV (2000)
- Compagni di scuola – serie TV (2001)
- Il destino ha quattro zampe, regia di Tiziana Aristarco – film TV (2002)
- Un posto tranquillo – serie TV (2003-2005)
- Sensualità a corte – serie TV (dal 2005)
- Un passo dal cielo – serie TV (2010)
- Distretto di Polizia 10 – serie TV, 3 episodi (2010)
- Baciati dall'amore – serie TV (2011)
- Una pallottola nel cuore – serie TV (2016)
- Com'è umano lui!, regia di Luca Manfredi – film TV (2024)

## Riconoscimenti
- 2004 – Premio Marzari[3]
- 2008 – Premio Govi[4]